# Thor és az óriások
Thor és az óriások (eredeti cím izlandiul: Hetjur Valhallar - Þór, angolul: Legends of Valhalla: Thor) 2011-ben bemutatott egész estés izlandi rajzfilm. Thor a skandináv mitológiában a mennydörgés istene. 
A filmet 2011. október 14-én mutatták be.

## Szereplők
| Szereplő                   | Angol hang       | Magyar hang      |
| -------------------------- | ---------------- | ---------------- |
| Thor                       | Justin Gregg     | Endrédi Máté     |
| Morzsoló, a varázskalapács | Paul Tylak       | Maday Gábor      |
| Edda                       | Nicola Coughlan  | Molnár Ilona     |
| Hel, az alvilág királynője | Liz Lloyd        | Halász Aranka    |
| Odin                       | Alan Stanford    | Borbiczki Ferenc |
| Sindri                     | Emmett J Scanlan | Hamvas Dániel    |
| Thrym                      | J. Drew Lucas    | Vass Gábor       |
| Freyja                     | Mary Murray      | Kovács Nóra      |
| Thor anyja                 | Lesa Thurman     | Martin Márta     |
| Heimdall                   | Paul Tylak       | Ujlaki Dénes     |